# Sveta Trojica, Domžale
Sveta Trojica, pogosto zapisano okrajšano kot Sv. Trojica, je razloženo naselje na 530 metrih nadmorske višine z zaselkom Uševkom in Konfinom ter samotnimi kmetijami leži v skrajnem zahodnem delu Posavskega hribovja, na razglednem slemenu na severozahodnem vznožju Muravice (743 m). Vrh Svete Trojice z istoimensko cerkvijo z lepim baročnim oltarjem iz črnega marmorja iz 16. stol je priljubljena izletniška točka, včasih pa je bila znana božja pot.

## Zgodovina
Med zanimive dogodke druge svetovne vojne sodi tudi strmoglavljenje ameriškega bombnika Liberator v Rebri pod Martinovčevim vrhom pri Sveti Trojici na cvetno nedeljo, 2. aprila 1944, ob pol enajstih dopoldne. Letalo Liberator so med povratkom z bombnega poleta v Nemčiji napadli nemški lovci in ga poškodovali. Nekaj članov posadke je iz letala odskočilo, drugi pa so z njimi vred strmoglavili in zgoreli. V spomin na te dogodke so vaščani postavili spomenik (delo akademskega slikarja Toneta Demšarja) in ob odkritju so bili prisotni tudi še živeči ameriški letalci, ki so med vojno občutili prijaznost domačinov.
Na pokopališču ob cerkvici je pokopan slovenski pesnik in književnik Dane Zajc.